# Lady Lisha
Lady Lisha (* 7. Juni 1985) ist eine deutsche R&B-Sängerin.

## Leben
Lady Lisha begann bereits als Teenagerin eigene Stücke einzusingen. Mit 19 Jahren lernte sie den Produzenten Son-D-Lyte kennen. Es entstanden erste Songs, die sie über die Plattform Myownmusic.de veröffentlichte. 2006 erschien ihre erste Single Something for the Clubs noch unter dem Namen Lisha. Es folgten weitere Singles, bis 2007 ihre Extended Play Something 4 the Clubs erschien. Die EP erreichte am 20. Juli 2007 Platz 99 der deutschen Singlecharts und blieb ihr einziger Charterfolg.
2007 erschien das Album Nice to Meet You auf Da Source Records. Im Anschluss trat sie bei fünf Deutschlandauftritten als Vorgruppe für Beyoncé auf. Anschließend wurde es still um die Sängerin.

## Diskografie

### Alben
- 2007: Nice to Meet You (Da Source Records)

### EPs
- 2007: Somethin 4 the Clubs (Da Source Records)

### Singles
- 2006: Somethin 4 the Clubs (Move Baby…) (als Lisha feat. Noah)
- 2007: Hey DJ
- 2007: I Want That